# Suddivisioni del Messico
Gli Stati Uniti Messicani sono una repubblica federale costituita da 31 Stati (Estados) e Città del Messico; essi formano le entità federative. La successiva divisione amministrativa è costituita dai comuni.

## Stati

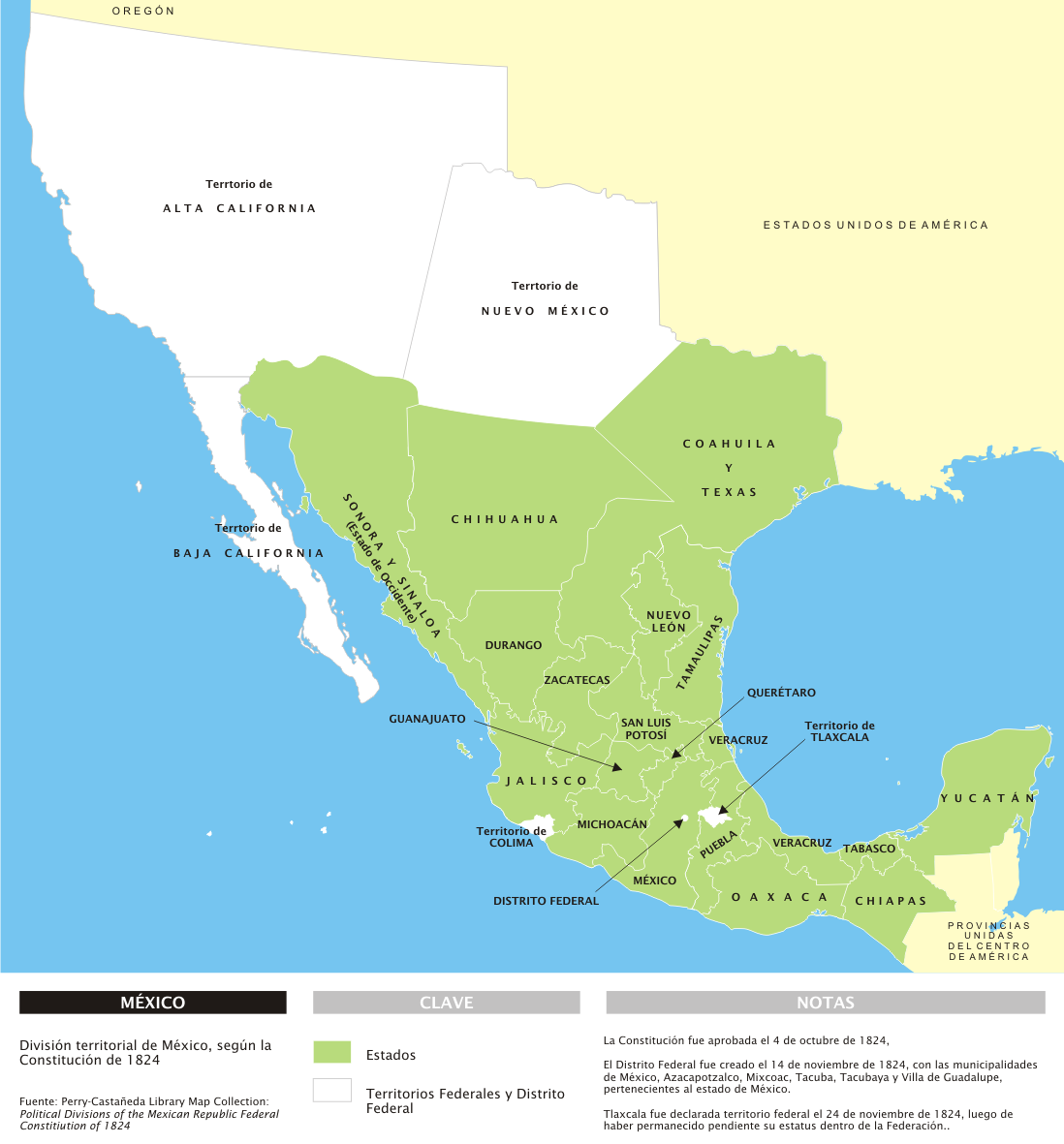
Divisione territoriale del Messico, secondo la Costituzione del 1824.

Ogni entità federativa è libera, sovrana e indipendente dagli altri, ha un proprio congresso e una propria costituzione, che non deve contrastare con la costituzione federale, anche se quest'ultima abbraccia temi di competenza nazionale. Gli Stati non possono realizzare alleanze tra di essi né con nazioni indipendenti se non con il consenso di tutta la Federazione, salvo quegli accordi di difesa e protezione che gli Stati di frontiera stipulino in caso di un'invasione.

## Comuni

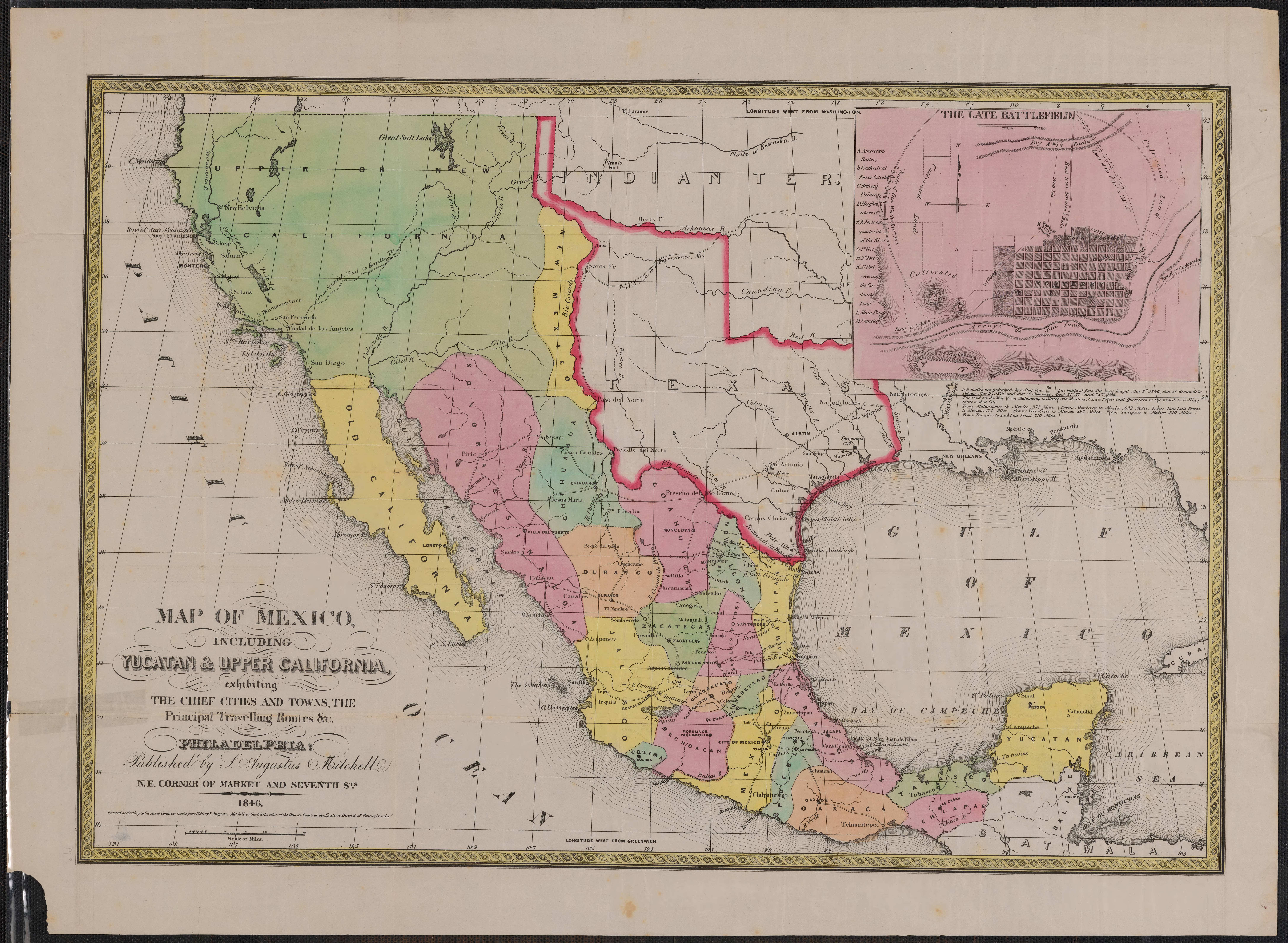
Mappa della Federazione Messicana nel 1847

Gli Stati sono suddivisi in comuni (municipios). Ogni comune gode di autonomia per eleggere il proprio consiglio comunale, che, nella maggior parte dei casi, è responsabile dei servizi pubblici necessari alla popolazione. Questo concetto di comune, nato con la rivoluzione messicana, è noto come "municipio libre".
A capo del consiglio è il sindaco (presidente municipal), eletto ogni tre anni (salvo Coahuila, dove viene eletto ogni quattro anni) e senza possibilità di rielezione immediata.
Complessivamente in Messico vi sono 2.440 comuni (al 2012); lo Stato con maggior numero di comuni è Oaxaca con 570 comuni, quello con il minor numero è la Bassa California, con solo 5.

## Città del Messico

Divisione territoriale del Secondo Impero Messicano.

Città del Messico ha uno statuto speciale. Secondo quanto stabilito dall'art. 44 della costituzione federale, Città del Messico è la sede dei poteri dell'Unione e capitale degli Stati Uniti Messicani. Se i poteri dell'Unione si dovessero trasferire in un'altra città, si trasformerà in uno Stato con lo stesso nome.
Nel 1824 Città del Messico si separò dallo stato del Messico, di cui era capitale, per diventare la capitale della Federazione. In quanto tale, non appartiene a nessuno Stato in particolare ma a tutti ugualmente (alla Federazione). Pertanto, era il Presidente che, a nome di tutta la Federazione, nominava il reggente o il capo del governo. Ciò nonostante, nel 1997 il Distretto Federale ha ricevuto autonomia e i suoi abitanti possono eleggere il capo di governo, i presidenti delle delegazioni e i rappresentanti del corpo legislativo monocamerale, l'Assemblea Legislativa. Nel 2016, una riforma costituzionale ha eliminato la figura del Distretto Federale e ha creato Città del Messico come entità federativa, con una propria costituzione e piena facoltà di governarsi.

### Delegazioni
Amministrativamente, Città del Messico si divide in 16 delegazioni. Anche se non sono completamente equivalenti al concetto tipico di comune, le delegazioni possiedono un'autonomia significativa e dal 2000 i capi di governo delle delegazioni sono eletti con il sistema uninominale maggioritario (precedentemente erano designati direttamente dal capo di governo del Distrito Federal).

## Autonomia dei popoli indigeni
L'articolo 2 della Costituzione messicana riconosce la composizione multiculturale della nazione, costituita dai popoli indigeni ai quali riconosce la libera determinazione e autonomia. Tra gli altri, viene riconosciuto:
- il diritto di decidere le forme interne di organizzazione sociale, economica, politica e culturale;
- il diritto di applicare i propri sistemi normativi, semprecché rispettino i diritti umani e i diritti delle donne;
- il diritto di preservare e arricchire le loro lingue e culture;
- il diritto di eleggere rappresentanti nelle assemblee dei comuni dove si trovano i loro territori.

Agli Stati e ai comuni è richiesto di favorire e promuovere lo sviluppo economico e sociale delle comunità indigene e di favorire la educazione bilingue e interculturale. Secondo la Legge dei Diritti Linguistici (Ley de los Derechos Lingüísticos), lo Stato federale riconosce le 62 lingue indigene che si parlano in Messico come "lingue nazionali", con la stessa importanza dello spagnolo nei territori dove si parlano, tanto che possono essere emessi documenti ufficiali in tali lingue.